# Prieková
Prieková – położona na wysokości 1170 m przełęcz na Skoruszyńskich Wierchach na Słowacji. Znajduje się pomiędzy szczytami Machy (1202 m) i Kopec (1251 m). Prieková znajduje się w głównym grzbiecie. Jej wschodnie stoki opadają do doliny Borowej Wody i są w większości bezleśne. Stoki północno-zachodnie (też o nazwie Prieková) opadają do całkowicie zalesionej doliny potoku Mrzký potok. Dawniej jednak w stokach tych tuż pod przełęczą była duża polana. Już zarosła lasem, ale zaznaczona jest na starszych mapach, można ją też rozróżnić na zdjęciach mapy satelitarnej. Głównym grzbietem biegnie czerwony szlak turystyczny. Nieco powyżej przełęczy (na stokach szczytu Machy) dołącza do niego niebieski szlak z Zuberca.

## Szlaki turystyczne
czerwony: Oravský Biely Potok – Mních – Machy – Prieková – Kopec – Małe Borowe
  niebieski: Zuberzec – Prieková